# Bier in Österreich

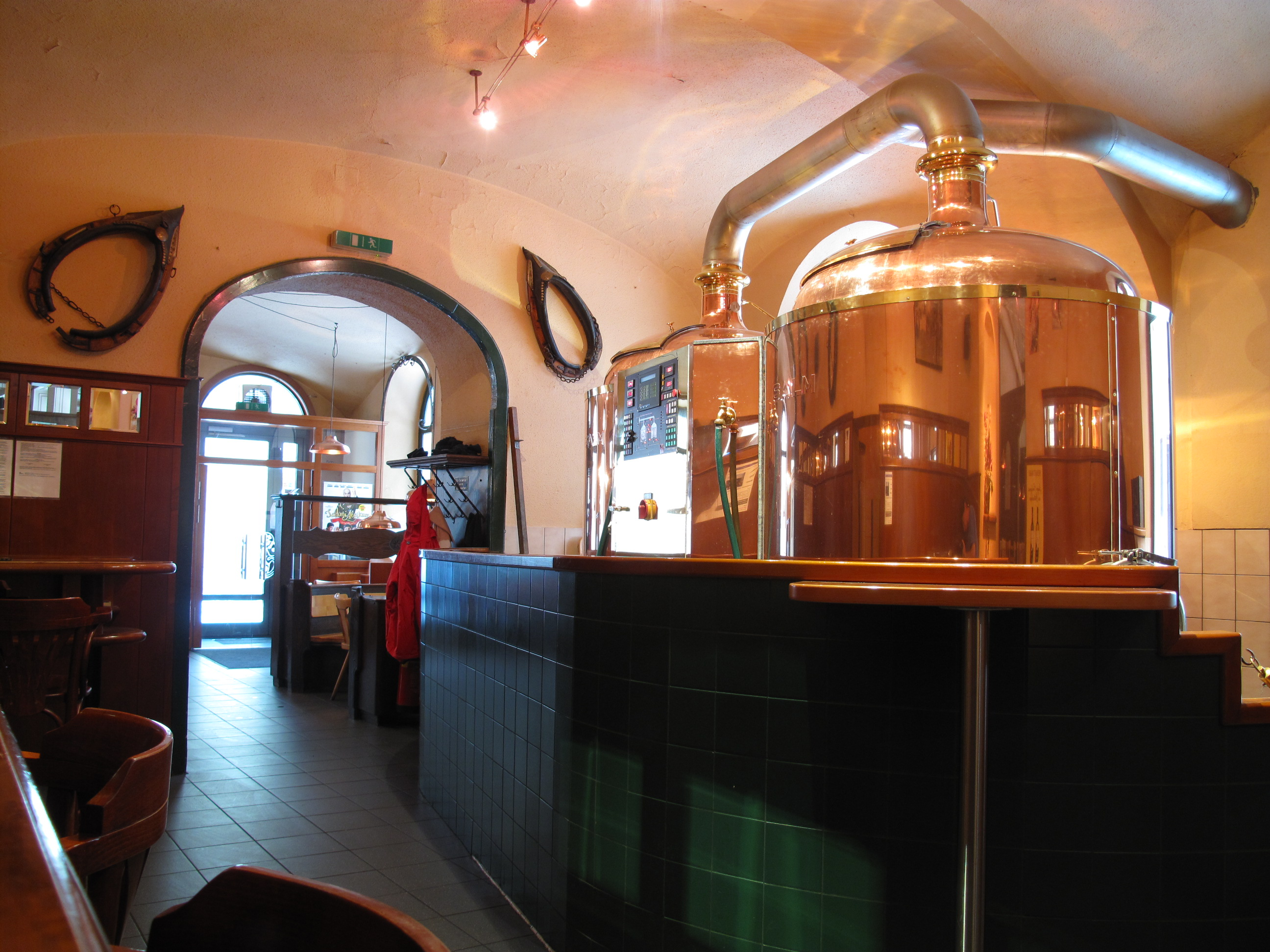
Wieden Bräu, eine typische Wiener Mikrobrauerei. Die meist kupferummantelten Brauanlagen stehen im Mittelpunkt des Betriebes, häufig umgeben von Tischen für die Kunden.

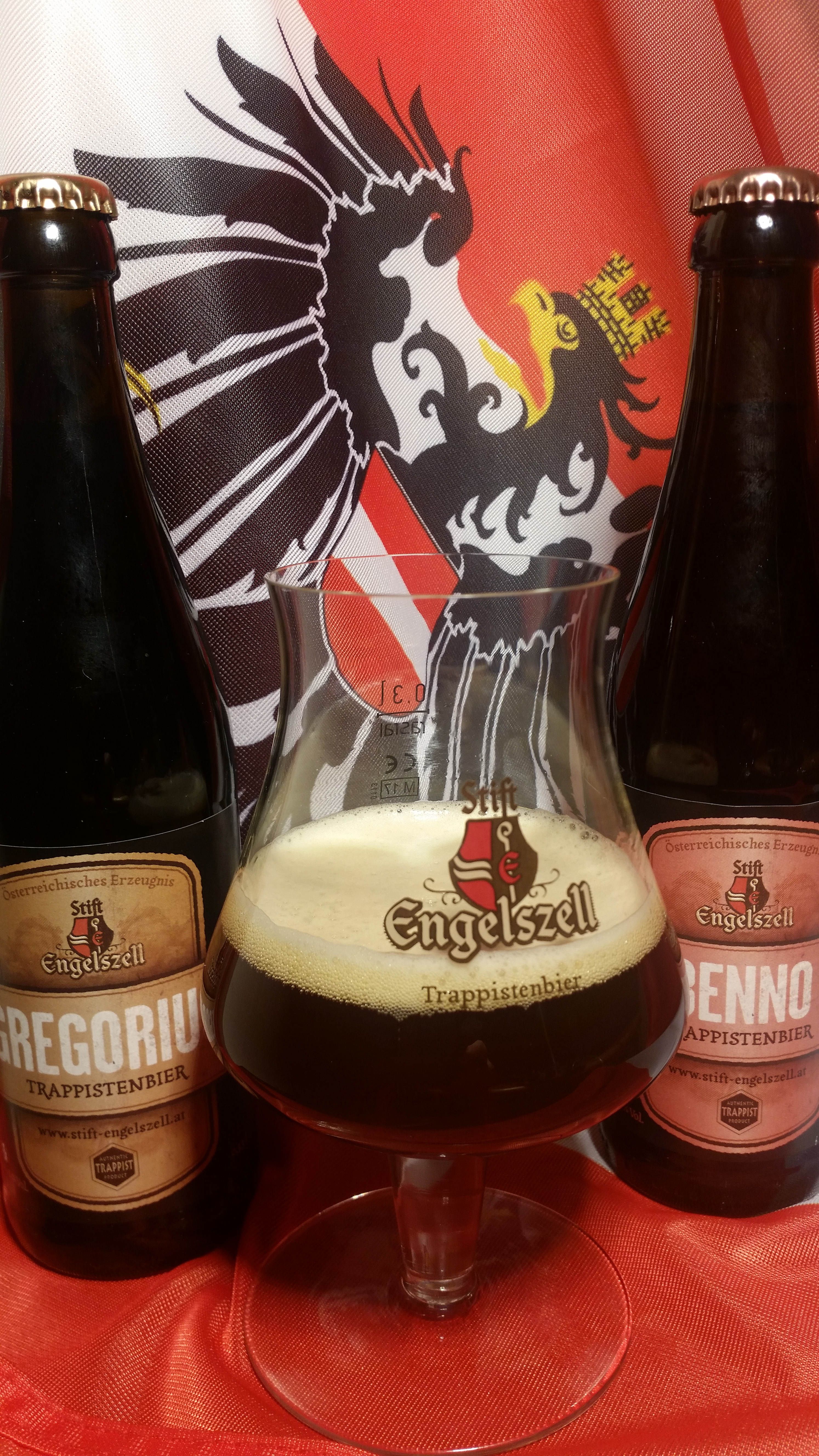
Österreichisches Trappistenbier

Der Artikel Bier in Österreich informiert über die Bierproduktion und den Bierkonsum in Österreich und die Bedeutung des Bieres dort.

## Geschichte

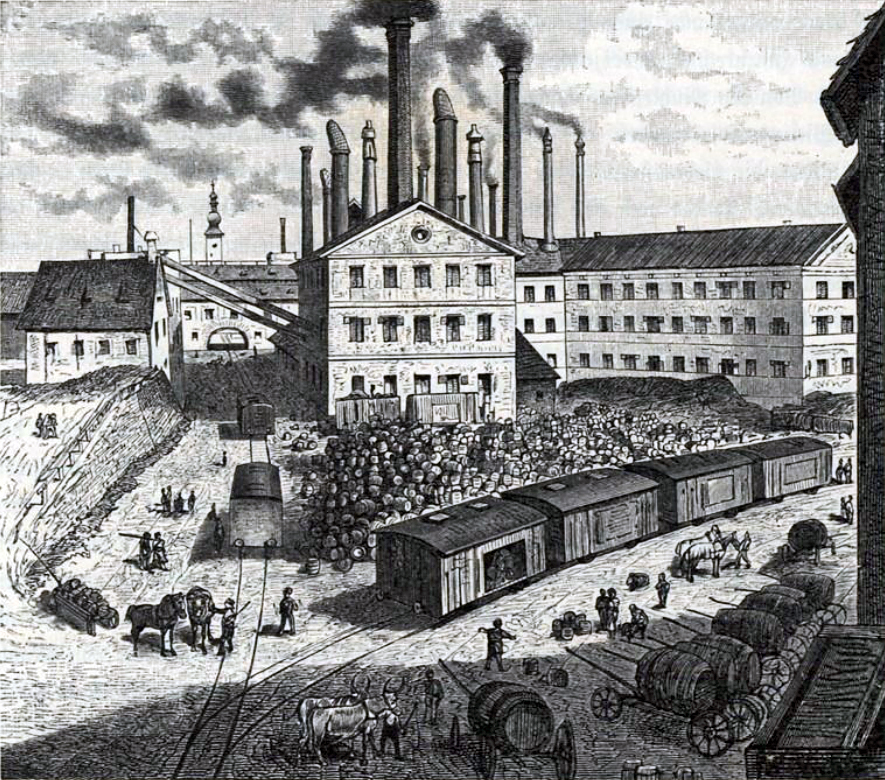
Um 1900 war die Brauerei Schwechat die größte Brauerei Europas. Hier eine Abbildung aus dem Kronprinzenwerk, 1888.

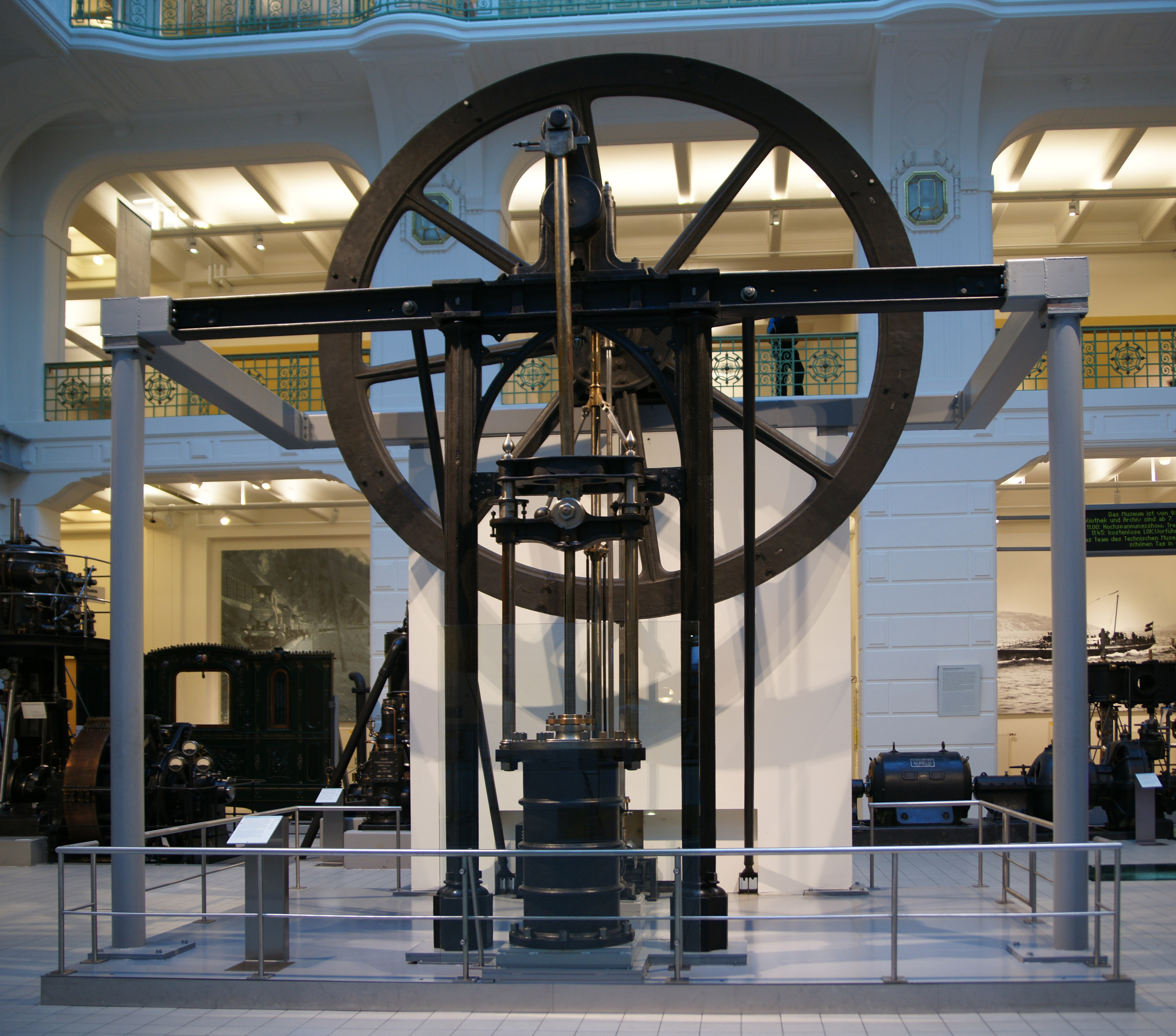
Dampfmaschine, gebaut 1856 für die Drehersche Brauerei in Klein-Schwechat, heute im Technischen Museum in Wien.

Im Mittelalter entstanden, neben den Klosterbrauereien, bereits die ersten „nichtgeistlichen“ Braustätten. Die im 13. Jahrhundert (1229) erstmals erwähnte oberösterreichische Brauerei Hofstetten gilt als älteste noch produzierende Brauerei Österreichs, die Kärntner Brauerei Hirt als zweitälteste (1270).
Ende der 1830er Jahre führte Anton Dreher in der Brauerei Kleinschwechat helles, rauchfrei gedarrtes Malz nach englischem Vorbild sowie untergärige Hefe aus der Spaten-Brauerei ein. 1841 wurde erstmals das neuartige „Kleinschwechater Lagerbier“ verkauft, dessen Popularität der Brauerei es erlaubte, die Produktion innerhalb weniger Jahre auf industrielle Maßstäbe zu erweitern und durch die Einführung von Dampfmaschinen zum Betrieb von Pumpen und Rührwerken weitgehend zu automatisieren. Viele Wiener Brauereien zogen innerhalb weniger Jahre nach, was die Industrialisierung der Produktion untergäriger Lagerbiere einläutete und Wien zu einem der bedeutsamsten Brauzentren Europas machte. Dieser später als „Lagerbier Wiener Art“ bekannte Biertyp schaffte es zu weltweiter Berühmtheit und wurde zu einem begehrten Exportartikel.
Das österreichische Lebensmittelbuch „Codex Alimentarius Austriacus“ erscheint in seiner ersten Auflage im Jahr 1911. Der Codex dokumentiert die allgemeine Verkehrsauffassung zur Beschaffenheit von Lebensmitteln und regelt im Kapitel B13 das Bier. Bier ist demnach ein aus Cerealien, Hopfen und Trinkwasser durch Maischen und Kochen hergestelltes, durch Hefe vergorenes, alkohol- und kohlensäurehältiges Getränk. Der Codex steht nicht im Rang eines Gesetzes oder einer Verordnung, sondern hat die rechtliche Bedeutung eines objektivierten Sachverständigengutachtens. Beschlüsse der Codex-Kommission (Vertreter der Bundesministerien und Sozialpartner) werden vom zuständigen Bundesministerium als Erlass kundgemacht.
Die erste Weltmeisterschaft der Biersommeliers im Jahr 2009 gewann der Oberösterreicher und diplomierte Biersommelier Karl Schiffner aus Aigen-Schlägl. Der amtierende österreichische Staatsmeister 2021 Felix Schiffner war bereits Biersommelier-Vize-Weltmeister 2016 und Biersommelier-Vize-Staatsmeister 2018.  Auf dem zweiten Platz folgt Michael Kolarik-Leingartner, Biersommelier-Staatsmeister 2016 und 2018, Dritter wurde Clemens Kainradl, Biersommelier-Staatsmeister 2014 und Biersommelier-Vize-Staatsmeister 2016.

## Brauereiwirtschaft

Die Brau Union ist das größte Brauereiunternehmen in Österreich mit einem Umsatz von über 700 Millionen Euro (2016).

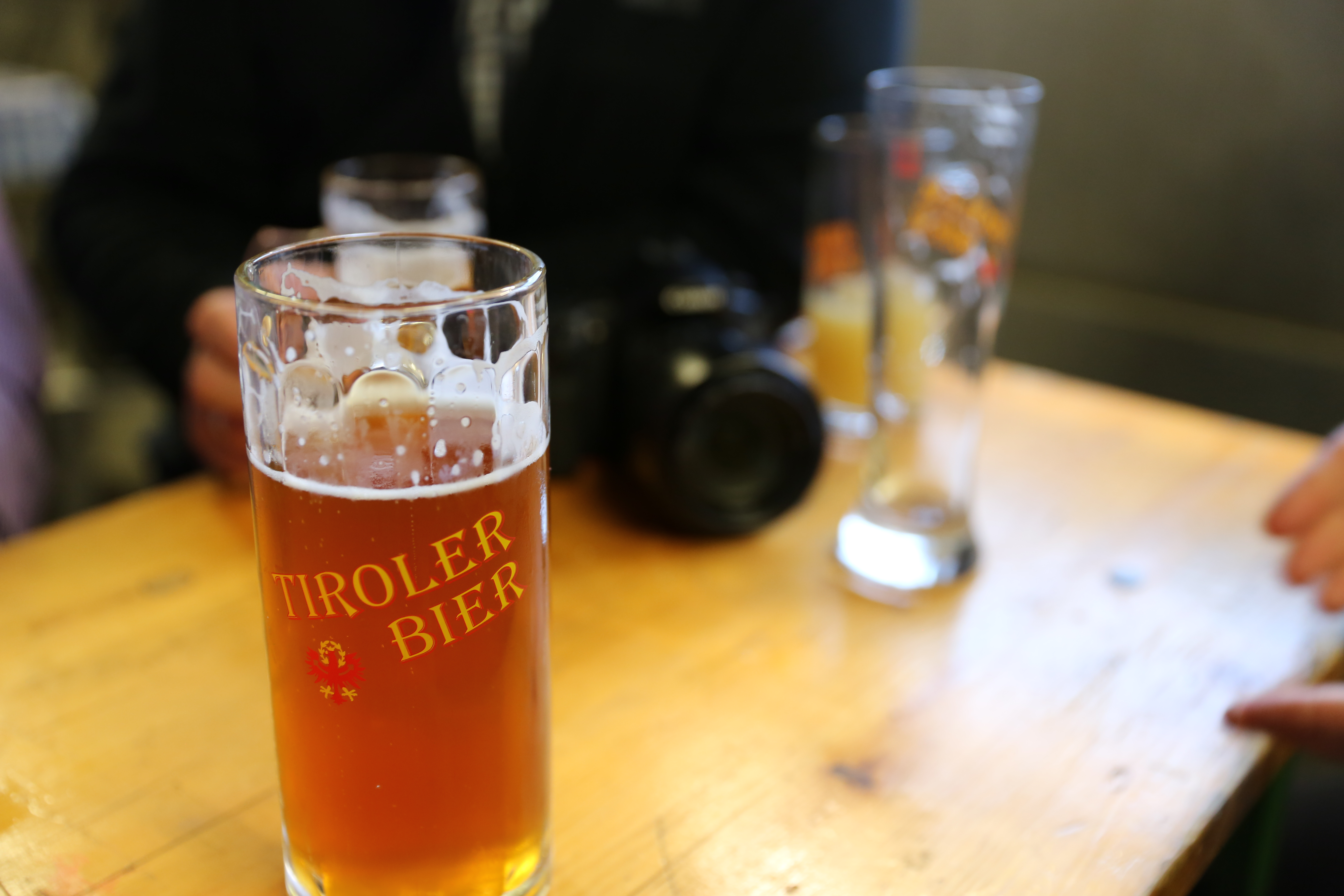
Das Tiroler Bier wird von einer Mikrobrauerei inmitten von Innsbruck hergestellt.

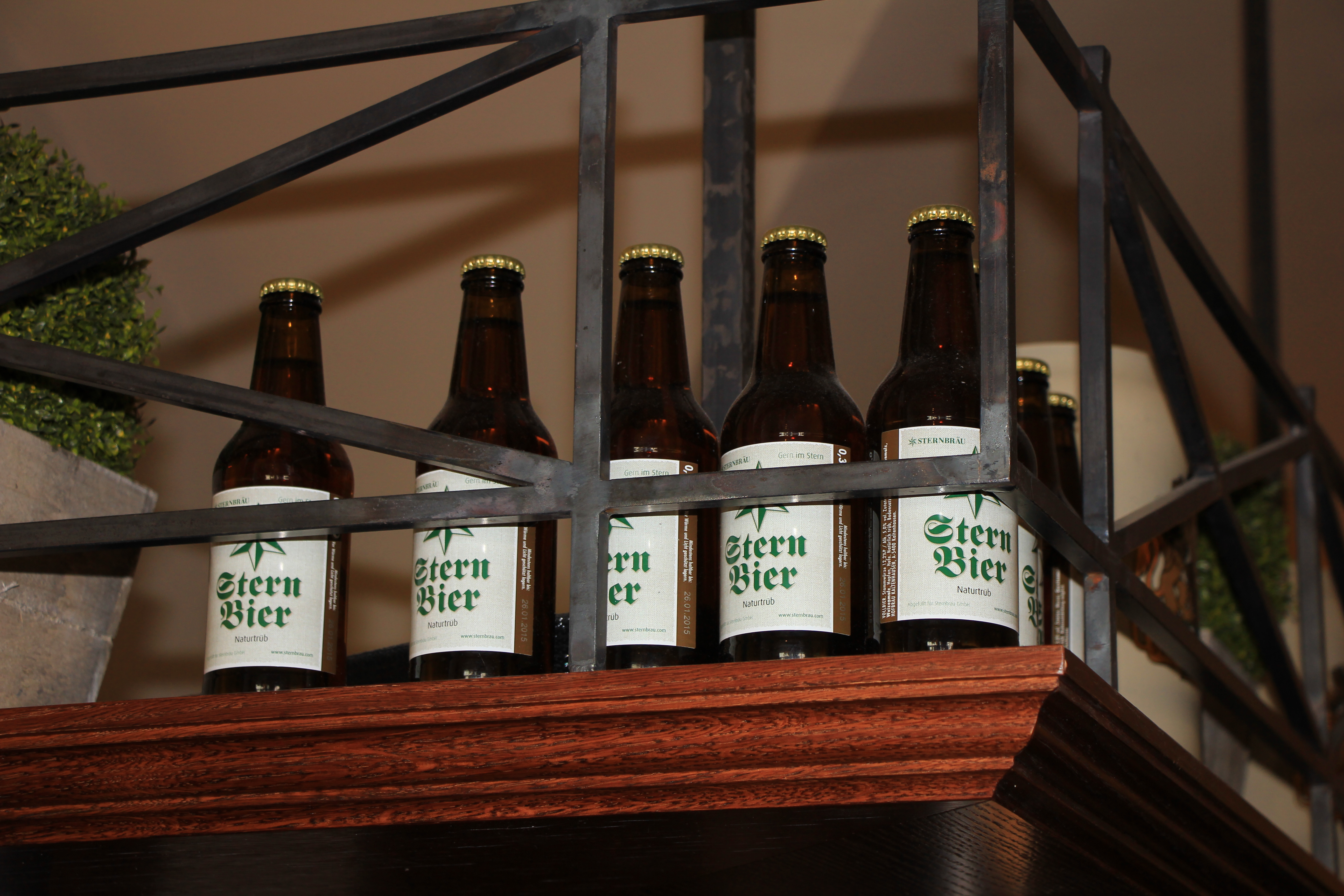
Flaschen im Sternbräu, Salzburg. Das Bier wird vom ehemals erzbischöflichen Hofbräu Kaltenhausen speziell für Sternbräu gebraut.

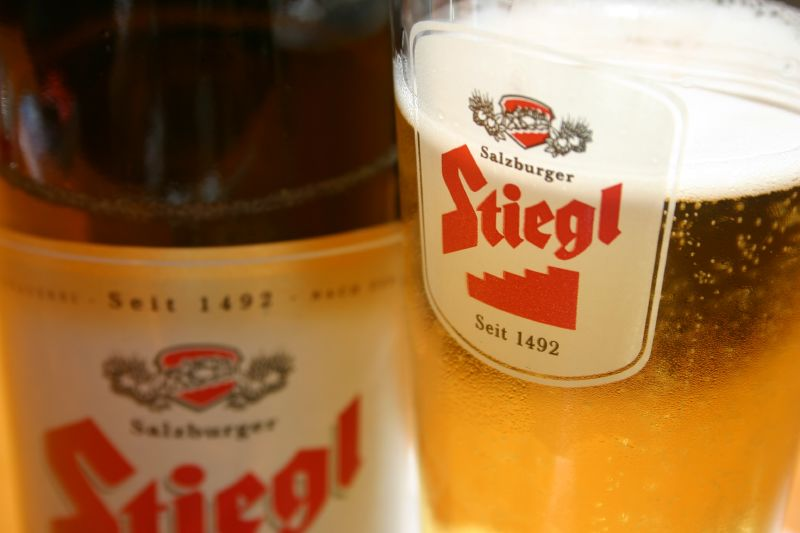
Flasche und Glas von Stiegl Bier

2018 wurde in 298 österreichischen Braustätten Bier gebraut. Davon haben 267 Brauereien einen Ausstoß unter 20.000 Hektoliter im Jahr 2018. Nur sieben Brauereien sind Großbrauereien mit einem jährlichen Ausstoß von je über 500.000 Hektoliter. Die zu Heineken gehörende Brau Union ist die größte Brauereigruppe Österreichs. Mit Anfang November 2019 verzeichnet der Verband der Brauereien Österreichs 314 Braustätten (188 Brauereien und 126 Hausbrauereien). Niederösterreich befindet sich mit 81 Braustätten an erster Bundesländerstelle vor Oberösterreich mit 60 Braustätten und der Steiermark mit 48 Braustätten.
2018 wurden in Österreich 9.827.000 Hektoliter Bier hergestellt, davon wurden 1.265.000 Hektoliter exportiert. Im gleichen Jahr wurden 868.000 Hektoliter Bier importiert. 2022 wurden 10 Millionen Hektoliter Bier gebraut.
In den österreichischen Braustätten sind ca. 3.800 Beschäftigte tätig.
Die Biersteuer beträgt gem. § 3 Abs. 1 Biersteuergesetz € 2,- pro Hektoliter je Grad Plato Stammwürze. Dieser Steuersatz verringert sich für kleine unabhängige Brauereien je nach Gesamtjahreserzeugung auf 60 % bis 90 % (Ausnahme Lizenzbier).
Österreich hat gemessen mit der Einwohnerzahl weltweit die höchste Dichte an Biersommeliers. In 3 Ausbildungsstufen (Bier-Jungsommelier, Biersommelier, Diplom-Biersommelier) werden an mehreren Brauereien Ausbildungen angeboten.

## Produkte
Die beliebteste Biersorte in Österreich ist das Lager- oder Märzenbier. Es ist malzig mit einem verhältnismäßig geringen Hopfen-Anteil und hat eine goldgelbe Farbe. Der Alkoholgehalt des untergärigen Biers liegt zwischen 5 und 5,5 Volumenprozent (abgekürzt Vol.-%). Anton Dreher senior, der Besitzer der Schwechater Brauerei, gilt als Erfinder des heutigen Lagerbiers, das er ab 1840/41 herstellte. Er nannte es damals Märzenbier. In Eiskellern konnte er es bis zum Sommer lagern. Seine Brauerei nahe der Stadt Wien entwickelte sich unter seinen Erben um 1900 zur größten in Europa.
Über 60 % des in Österreich abgesetzten Bieres gehört zu dieser Biersorte.
Unter den steirischen Brauereien im Süden Österreichs befinden sich die beliebten Marken Gösser, Puntigamer, Murauer und Schladminger. In Kärnten, dem südlichsten Bundesland Österreichs, wird die Marke „Hirter“ hergestellt. Benannt ist sie nach dem Standort der Brauerei, dem Ort Hirt. Außerdem werden in Kärnten noch zwei weitere bekannte Biermarken hergestellt und vertrieben, und zwar das sogenannte Schleppe-Bier, das in der Stadt Klagenfurt gebraut wird, sowie das „Villacher Bier“, das nach dem Standort der Brauerei, der Stadt Villach benannt wurde. In Niederösterreich dominieren Egger, Zwettler, Schwechater, Kaiser und Wieselburger. In Wien wird Ottakringer gebraut.
Aus den westlicheren Teilen Österreichs kommt Zipfer in Oberösterreich. Oberösterreich beheimatet auch das Freistädter Bier. Die Organisation der Brauerei ist insofern einzigartig, als die Brauerei als Kommune organisiert ist und von denjenigen betrieben wird, die ein Haus innerhalb der Stadtmauern besitzen, daher der Name der Stadt Freistadt. Weiter westlich liegt Salzburg mit Stiegl, Augustiner Bräu (nicht verwandt mit dem Deutschen). Weizenbier ist eine beliebte Biersorte in dieser Region. Aus Tirol und Vorarlberg kommen Falkenstein, Frastanzer, Mohrenbräu, Starkenberger, Zillertaler, Huber Bräu, Tiroler Bier, Fohrenburger und Der Wilde. In Vorarlberg dominieren die Marken Mohrenbräu, Frastanzer und Fohrenburger.

## Konsum
In Österreich wurden 2011 rund 9,1 Millionen Hektoliter Bier getrunken. Das entsprach der durchschnittlichen Konsumation von mehr als 100 Litern pro Kopf der Bevölkerung. Österreich stand damit im Pro-Kopf-Verbrauch weltweit an zweiter Stelle hinter Tschechien. 2016 sank der inländische Verbrauch auf 9,03 Millionen Hektoliter. 2018 erreichte der Bierkonsum einen durchschnittlichen Pro-Kopf-Verbrauch von 104,0 Litern.
Landestypische Bezeichnung für das Volumensmaß 0,5 l ist die „Halbe“ in den westlichen Bundesländern bzw. das „Krügerl“ in den östlichen Bundesländern. Die Bezeichnung für 0,33 l ist das „Seidl“. Anderen Ausdrücke wie Seiterl, Seidel oder Seitl sind umgangssprachlich oft präsent.
Die Interessensgemeinschaft für Bier (BierIG) lädt jährlich zur „Austrian Beer Challenge“. Dabei werden in verschiedenen Kategorien eingereichte Biere bewertet und die jeweiligen Staatsmeistertitel vergeben. Die Craft Bier Bewegung präsentiert sich auf dem „Craft Bier Fest Wien“. Handwerklich hergestellte Bierspezialitäten aus heimischen und internationalen Kreativbrauereien können verkostet werden. Einen Querschnitt der österreichischen Braukunst bietet das „Wiener Bierfest“. Bierkenner schätzen das „Beer Tasting Event“ in der Stadt Salzburg. Kreative Braukunst steht im Vordergrund beim „Craft Beer Fest Linz“.
Das traditionelle Brausilvester wird am „Tag des österreichischen Bieres“ am 30. September gefeiert. Früher durfte nur von Michaeli (29. September) bis Georgi (23. April) gebraut werden. Da es noch keine entsprechenden technischen Kühlmöglichkeiten gab, konnte aufgrund der höheren Temperaturen in den Sommermonaten nicht gebraut werden. Durch den Beginn der Brausaison etablierte sich dieser bierige Feiertag.

## Bier in der Kultur
Rund um die lange Tradition des Bierbrauens hat sich in Österreich ein teilweise eigenständiger Wortschatz gebildet.
So ist etwa der Hansl oder Bierhansl der abgestandene, schale Rest im Bierfass oder Bierglas. Dieser wird gerne von den Biertipplern getrunken, die sich als gewohnheitsmäßige, aber arbeitslose Trinker der von den anderen Gästen übrig gelassenen Bierreste annehmen mussten. Dass stets Reste im Fass zurückbleiben, ist der Bierpipn, dem Zapfhahn zu verdanken, der die Bierabgabe reguliert, ohne zu viel Schaum zu produzieren.
Der Ausdruck Bierversilberer ist im gesamten deutschen Sprachraum verbreitet, hat aber in Johann Nestroys Posse Der Talisman im Bierversilberer Spund eine Verkörperung gefunden, die dessen Tätigkeiten bis heute vergegenwärtigt. Seine Aufgabe war das Verteilen und Verkaufen von Bier. Dabei war er zumeist auch für das Abfüllen in Flaschen, den Transport mit Pferdefuhrwerken bis zum jeweiligen Wirtshaus und auch für das Kühlen der Bierbestände mit Eis zuständig. Zur Gewinnung des Eises dienten ihm in früheren Jahrhunderten die im Winter zugefrorenen Eisteiche und die Eiskeller, in denen das Eis bis zum Sommer gelagert werden konnte.
Im nördlichen Heidenturm des Wiener Stephansdoms, der bedeutendsten Kirche des Landes, befindet sich eine Bierglocke mit der volkstümlichen Bezeichnung Bieringerin. Sie läutete im Mittelalter und in der Frühen Neuzeit allabendlich das Ende des Ausschanks ein.
Der österreichische Komponist Johann Strauß komponierte einen Walzer (Opus 97) namens Gambrinus-Tänze. Dieser wurde 1851 in Anton Denglers Fünfhauser Brauhaus uraufgeführt.

## Literatur

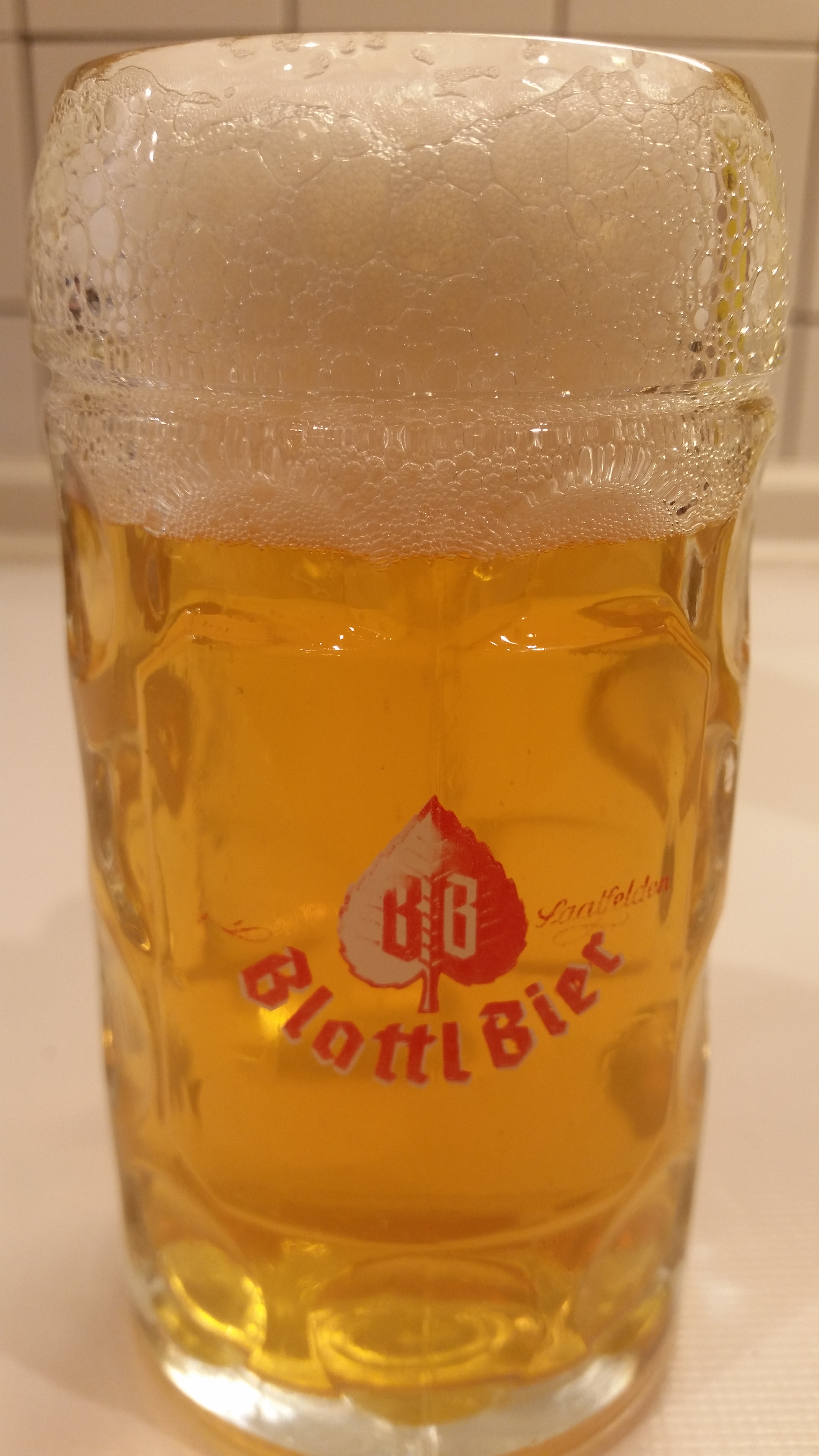
Blattl Bier – historische Brauerei in Saalfelden bis 1974